# 8-я Северная линия
Восьма́я Се́верная ли́ния  — улица на севере Москвы в районе Северный Северо-Восточного административного округа справа от Дмитровского шоссе в бывшем посёлке Северный, по которому названа.

## Расположение
8-я Северная линия начинается от 5-й линии, проходит на юг параллельно Дмитровскому шоссе напротив Долгих прудов, слева от неё отходят 7-я, а затем 9-я линии. Выходит на Дмитровское шоссе.